# Surinaamse kers
De Surinaamse kers (Eugenia uniflora) of pitanga is een plant uit de mirtefamilie (Myrtaceae).
De groenblijvende boom wordt tot 7,5 m hoog en heeft uitgespreide, lange, gebogen, hangende takken. De tegenoverstaande bladeren zijn tot 7,5 × 3,3 cm groot, ovaal en gespitst. Ze zijn van boven donkergroen en van onderen lichtgroen. De bloemen staan solitair of met tot vier stuks bijeen in de bladoksels op circa 2 cm lange stelen.

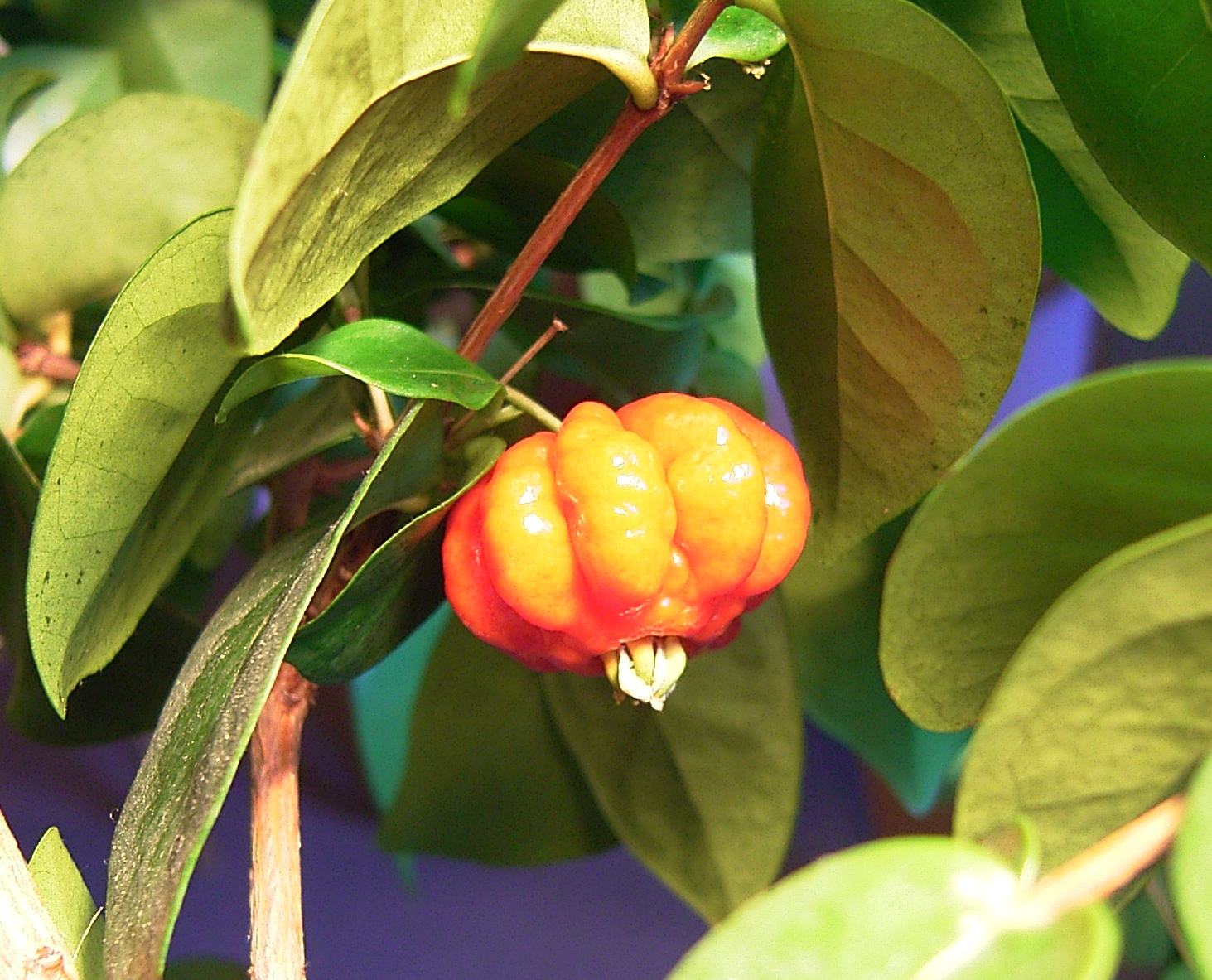

De vitamine C-rijke vruchten zijn rijp circa 2 × 3 cm groot en hebben zeven tot tien dikke ribben. De vruchten rijpen via groen, geel en oranje naar rood en donkerpaars. Het rode, zachte vruchtvlees is zuur of zoetzuur, aromatisch van smaak met een licht harsige, bittere nasmaak. De vruchten bevatten één tot drie zaden. Ze kunnen als handfruit dienen of worden verwerkt tot jam en gelei. De planten worden ook vaak voor de sier aangeplant.
De Surinaamse kers komt van oorsprong uit Zuid-Amerika, van het noorden in Guyana, Suriname en Frans-Guyana tot in het zuiden in Brazilië en Uruguay. De soort wordt wereldwijd in de (sub)tropen gekweekt.
Andere soorten uit hetzelfde geslacht met eetbare vruchten zijn de pitomba (Eugenia luschnathiana) en de arazá (Eugenia stipitata).

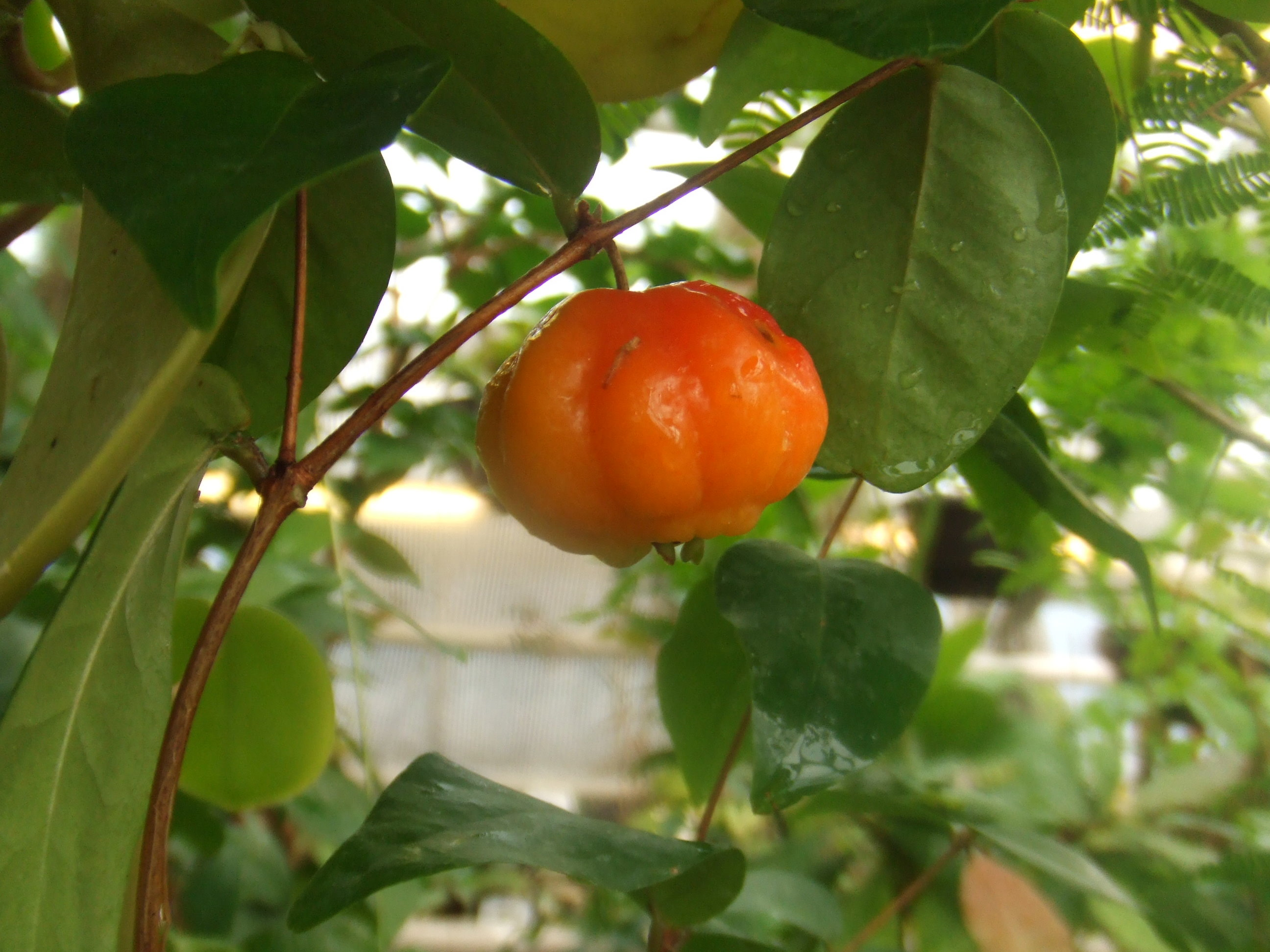
Surinaamse kers in de Botanische Tuin TU Delft